# Kaprun
Kaprun (kaˈpruːn) ist eine Gemeinde mit 3130 Einwohnern (Stand 1. Jänner 2024) im Bezirk Zell am See im österreichischen Bundesland Salzburg. Zusammen mit der Stadt Zell am See ist die Gemeinde als Urlaubsdestination Zell am See-Kaprun bekannt. Internationale Aufmerksamkeit erhielt die Gemeinde durch die Brandkatastrophe der Gletscherbahn Kaprun 2 im Jahre 2000 und durch das darauffolgende Gerichtsverfahren.

## Geografie
Kaprun liegt am Fuße der Hohen Tauern im Bereich der Glocknergruppe. Teile des Gemeindegebietes von Kaprun liegen im Nationalpark Hohe Tauern. Mit dem Großen Wiesbachhorn (3564 Meter) befindet sich im Gemeindegebiet von Kaprun der siebthöchste eigenständige Gipfel in Österreich sowie der dritthöchste Gipfel der Glocknergruppe. Sein Grat stellt die Gemeindegrenze zwischen den Gemeinden Fusch und Kaprun dar. Kaprun wird von Süden nach Norden von der Kapruner Ache durchflossen, die in die Salzach mündet.

### Gemeindegliederung
Ortsteile von Kaprun sind Eßreitdörfl, Guggen, Hauserdörfl, Hintertal, Kaprun-Werksiedlung, Kitzsteinhorn, Maiskogel, Mooserboden, Moossiedlung, Pichldörfl, Schaufelberg und Winklerdörfl sowie zahlreiche Einzellagen.

### Nachbargemeinden
| Piesendorf  | Zell am See                                 | Bruck an der Großglocknerstraße |
| Niedernsill | Kompassrose, die auf Nachbargemeinden zeigt | Fusch an der Großglocknerstraße |
| Uttendorf   | Heiligenblut (SP)                           |                                 |

### Klima
|                        | Jan  | Feb  | Mär  | Apr  | Mai | Jun  | Jul  | Aug  | Sep  | Okt | Nov  | Dez  |   |      |
| Mittl. Temperatur (°C) | −5,2 | −5,8 | −3,5 | −0,6 | 4,2 | 7,2  | 9,6  | 9,3  | 6,4  | 3,8 | −1,5 | −4,3 | ⌀ | 1,7  |
| Mittl. Tagesmax. (°C)  | −1,3 | −1,2 | 1,4  | 4,3  | 8,6 | 11,4 | 13,6 | 13,2 | 10,4 | 7,9 | 2,1  | −0,8 | ⌀ | 5,8  |
| Mittl. Tagesmin. (°C)  | −8,3 | −8,9 | −6,7 | −3,7 | 1,2 | 4,2  | 6,5  | 6,7  | 3,8  | 1,1 | −4,2 | −7,2 | ⌀ | −1,2 |
|                        |      |      |      |      |     |      |      |      |      |     |      |      |   |      |
| Niederschlag (mm)      | 60   | 49   | 80   | 93   | 131 | 210  | 248  | 224  | 151  | 108 | 86   | 70   | Σ | 1510 |

| −8,3 |

| −8,9 |

| −6,7 |

| −3,7 |

| 1,2 |

| 4,2 |

| 6,5 |

| 6,7 |

| 3,8 |

| 1,1 |

| −4,2 |

| −7,2 |

| −8,3 |

| −8,9 |

| −6,7 |

| −3,7 |

| 1,2 |

| 4,2 |

| 6,5 |

| 6,7 |

| 3,8 |

| 1,1 |

| −4,2 |

| −7,2 |

## Geschichte

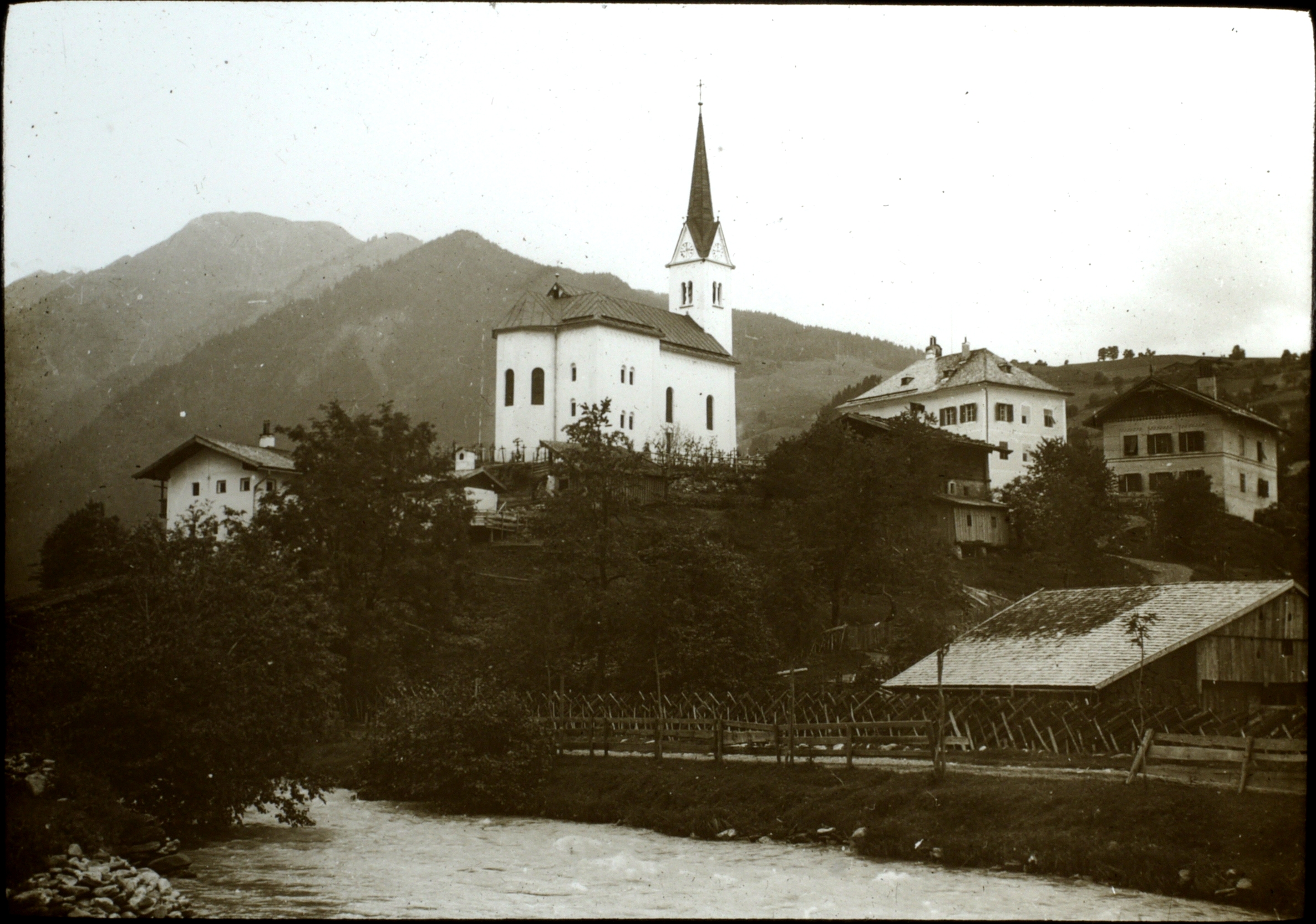
Kaprun Juli 1903

Ausgrabungsfunde weisen im Bereich des Bürgerkogels (nahe der Talstation der Maiskogelseilbahn) auf keltische Bergbauaktivitäten hin (siehe Ambisonten). Dieser rund 150 m hohe Felssporn trug eine befestigte Höhensiedlung aus der frühen Bronzezeit, die auch in der Hallstatt- und Latènezeit bewohnt wurde. Der Sporn wurde für die Anlage von Wohn- und Wirtschaftsgebäuden mit Terrassen ausgebaut. Die archäologischen Untersuchungen in den Jahren 1991–1993 ergaben, dass besonders in der späteren Latènezeit eine rege Siedlungstätigkeit stattfand. Viele Funde weisen auf Handelskontakte mit südlich des Alpenhauptkammes gelegenen Gebieten hin, darunter drei römische Asse (Münzen), geprägt um 96–80 v. Chr., kampanische Keramik und ein italischer Bronze-Spiegel. Ein scheibenförmiger Eisenbarren im Gewicht von genau 20 römischen Pfunden (34,97 kg) deutet ebenfalls auf Tauschwaren hin. Die Siedlungsspuren enden mit der römischen Eroberung der Alpenregionen. Die Umfassungsmauer der Keltensiedlung wurde beim Bau einer Burgmauer im 10. Jahrhundert n. Chr. großteils zerstört. Die Fundobjekte befinden sich heute im Salzburg Museum Carolino Augusteum.
Die erste urkundliche Erwähnung Kapruns erfolgte 931 mit dem Namen Chataprunnin (wildes Wasser) im Codex Odalberti. Der Name könnte germanischen (Kata-Brunnen) oder auch keltischen (wildes Wasser) Ursprungs sein. Der Ort war jahrhundertelang ein Bergbauerndorf. Im Jahre 1166 wurden die Kapruner Besitzungen der Herren der Falkenstein-Neuburg im Codex Falkensteinensis erwähnt. Im 12. Jahrhundert erfolgte der Bau der Burg Kaprun, die 1526 von Bauern gestürmt und niedergebrannt wurde. Unmittelbar nachfolgend erfolgte der Wiederaufbau in der heutigen Form, umfassende Renovierungsarbeiten haben schrittweise seit 1984 stattgefunden.
Der Bau des sog. Tauernkraftwerks begann während der nationalsozialistischen Herrschaft mit jüdischen Zwangsarbeitern, die in einem Lager in Kaprun untergebracht waren. Das Leiden der jüdischen Zwangsarbeiter und das Verdrängen dieser Geschichte im Nachkriegsösterreich wurden auch Thema des Theaterstückes „Das Werk“ von Elfriede Jelinek (2003).
Das Kraftwerk Kaprun (Tauernkraftwerke AG) wurde schließlich nach dem Ende des Zweiten Weltkrieges als Aufbauleistung Österreichs zum nationalen Mythos verklärt. Mit der Fertigstellung der Tauernkraftwerke 1955 erlebte der Ort einen kontinuierlichen Aufschwung. Durch eine in drei Etappen angelegte Seilbahn (erbaut 1963–1965, seither stetig ausgebaut) auf das Kitzsteinhorn wurde erstmals in Österreich ein Gletscherskigebiet erschlossen. Das Schigebiet wurde seitdem beträchtlich erweitert.
In der Tunnelstandseilbahn Gletscherbahn Kaprun 2 kam es am 11. November 2000 zu einem schweren Brandunglück, bei dem es 155 Tote gab. Grund war an einer Leckstelle austretendes Hydrauliköl, das auf einen zur Erwärmung der Fahrerkabine nachträglich installierten Heizlüfter tropfte. Alle im Rahmen der Ermittlungen Beschuldigten wurden zunächst freigesprochen. Das Urteil gilt als umstritten, da der als Verursacher des Brandes identifizierte Haushalts-Heizlüfter für den Einsatz in der Fahrerkabine der Gletscherbahn ungeeignet war und praktisch keinerlei Sicherheitsvorkehrungen wie Rauchmelder oder Feuerlöscher gegen Brandunfälle existierten. Allerdings stellte das Gericht auch fest, dass nicht gegen die zum Zeitpunkt des Unglücks als stark veralteten geltenden Normen und Gesetze verstoßen worden war.
Im jahrelangen Rechtsstreit um Entschädigungszahlungen für die Angehörigen der Opfer der Seilbahnkatastrophe von Kaprun ist eine Einigung erzielt worden. Wie der Vorsitzende der Vermittlungskommission, Klaus Liebscher, bei einer Pressekonferenz in Wien mitteilte, wurde mit allen 451 Anspruchsstellern eine „vorbehaltlose Zustimmung“ erzielt. Insgesamt werde nun der Vergleichsbetrag in der Höhe von 13,9 Millionen Euro ausgezahlt.

### Bevölkerungsentwicklung

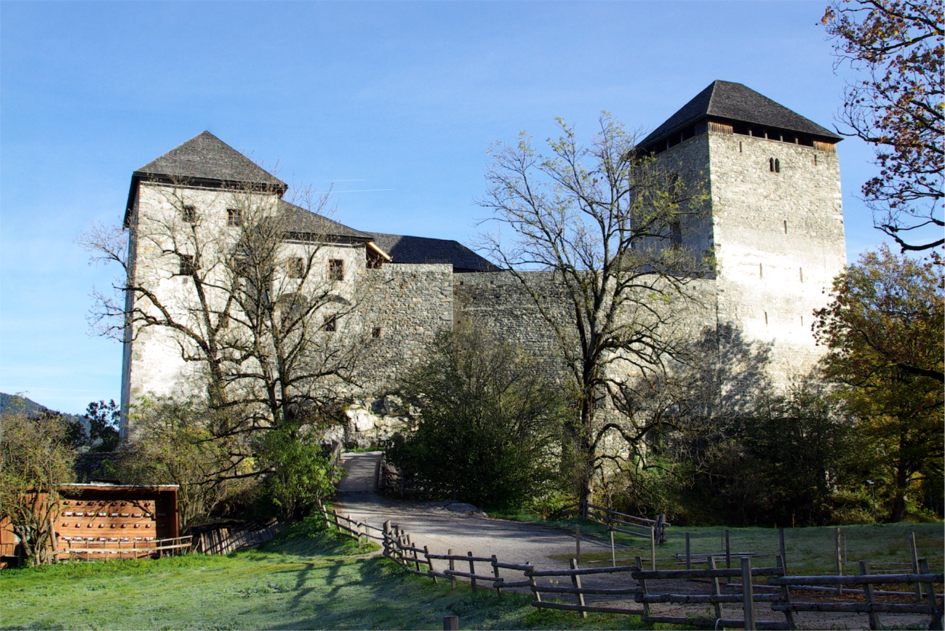
Burg Kaprun

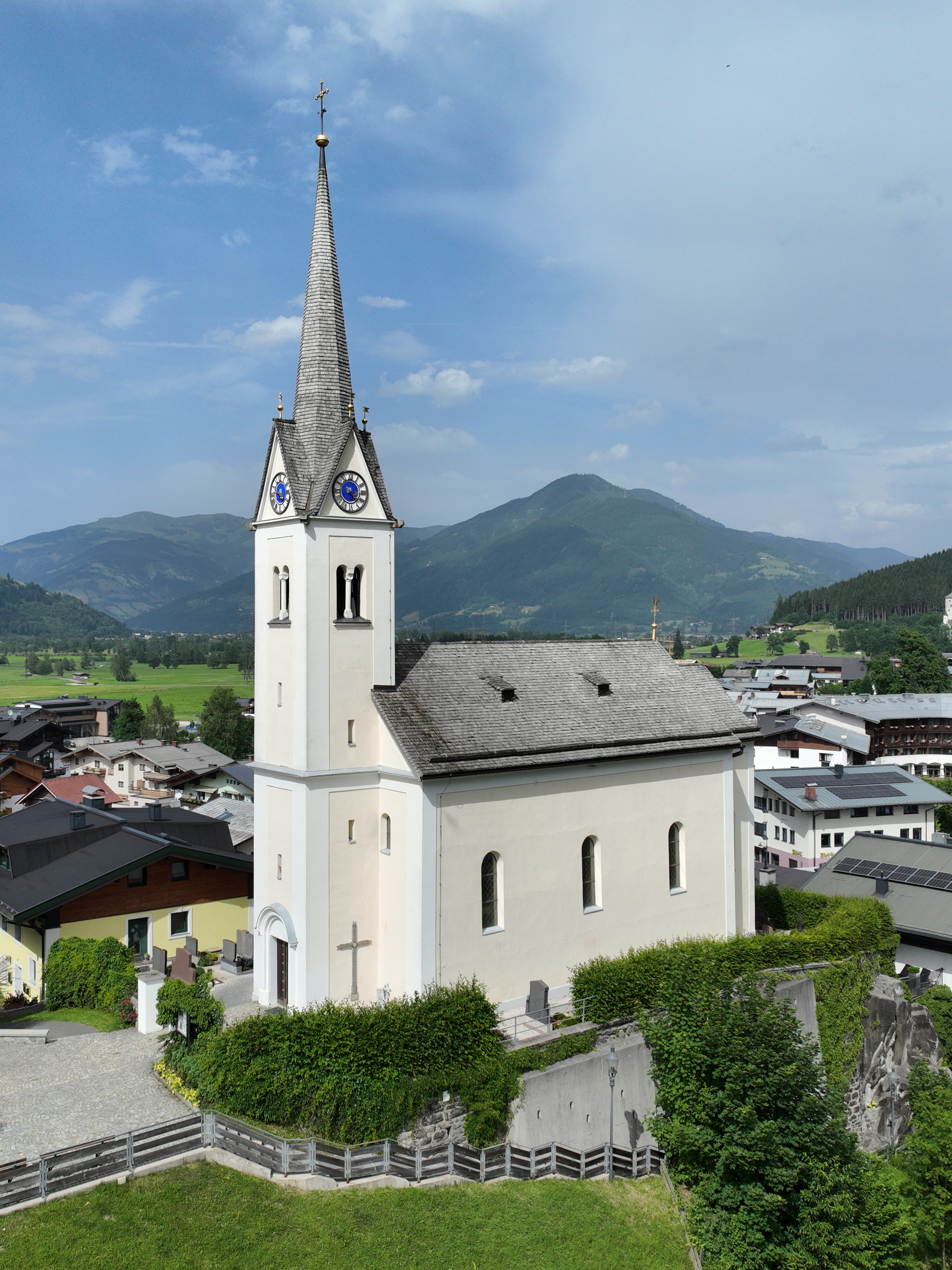
Pfarrkirche Kaprun

## Kultur und Sehenswürdigkeiten

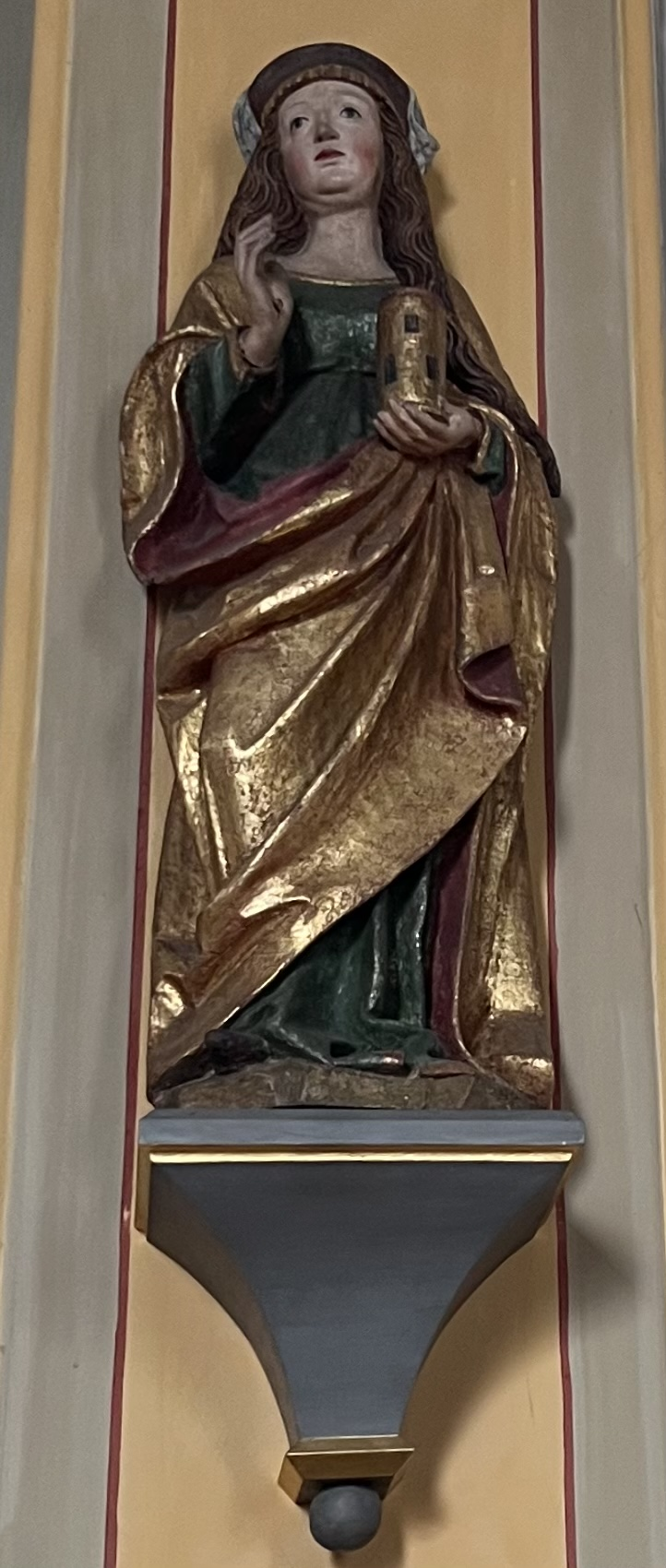
Hl. Barbara in der Pfarrkirche

- Hl. Barbara in der Pfarrkirche Burg Kaprun: Die Burg stammt aus dem 12. Jahrhundert und wurde seit 1975 umfassend instand gesetzt. Heute wird sie vor allem für kulturelle und private Veranstaltungen genutzt.
- Fahrzeugmuseum Helmut Vötter: Fahrzeugsammlung der 1950er bis 1970er Jahre, über 150 Exemplare.[3]
- Gedenkstätte 11. 11. 2000: Gedenkstätte, welche an die Toten der Brandkatastrophe der Gletscherbahn Kaprun 2 erinnert
- Gletscherbahn Kaprun: siehe auch Kitzsteinhorn
- Kaprun Museum: Schwerpunktmuseum, das im alten Steinerbauernhaus auf dem Kirchbichl untergebracht ist und sich auf die Geschichte Kapruns spezialisiert
- Mooserboden-Talsperre
- Pfarrkirche zur Hl. Margaretha: Sie stammt im Kern noch aus dem Mittelalter, wurde in der Barockzeit erweitert und in den Jahren 1898/99 im Historismusstil, orientiert am romanischen Erbe, erneuert. Der Turm stammt aus der Zeit um 1722 und schloss ursprünglich mit einem Zwiebelhelm ab. Die gotischen Statuen, die Heiligen Barbara und Katharina darstellend, sind wohl aus dem 15. Jahrhundert und waren ursprünglich in der Jakobskapelle an der Burg.[4]
- Sigmund-Thun-Klamm: eine bis zu 32 Meter tiefe von der Kapruner Ache in den Fels gewaschene Schlucht
- Tauern Spa Kaprun: Thermenresort, das 2010 eröffnet wurde

### Vereine
- Alpenverein Kaprun
- EC Canadiens Kaprun – Eishockeyverein, der aktuell in der Salzburger Landesliga 1 (4. Liga) spielt.
- FC Kaprun – Fußballverein, der aktuell in der 2. Landesliga Süd (6. Liga) spielt.
- Musikkapelle Kaprun
- Naturfreunde Kaprun
- Skiclub Kaprun
- Sportunion Kaprun
- Tennisclub Kaprun
- Yachtclub Crew Tauern

### Veranstaltungen
- Burgfest Kaprun (seit 1986)
- Rennen im UCI-Mountainbike-Weltcup (1993–2001; 2003)
- Mountainbike-Weltmeisterschaften 2002
- Ironman 70.3 Zell am See-Kaprun (seit 2012)
- Ironman 70.3 World Championship 2015

### Filme
- 1954: Das Lied von Kaprun, Regie: Anton Kutter
- 1964: Wolken über Kaprun, Regie: Franz Josef Gottlieb
- 1965: Ruf der Wälder, Regie: Franz Antel

## Wirtschaft und Infrastruktur

### Wirtschaftssektoren
In Kaprun sind rund dreißig Erwerbstätige in der Landwirtschaft beschäftigt, fünfhundert im Produktionssektor und 1600 im Dienstleistungssektor. Die größten Arbeitgeber im Produktionssektor sind die Bauwirtschaft und die Energieversorgung. Im Dienstleistungssektor arbeitet mehr als ein Drittel der Arbeitnehmer im Bereich Beherbergung und Gastronomie und über zwanzig Prozent im Handel (Stand 2011).

### Pendler
| In der Gemeinde wohnen 1440 Erwerbstätige. Davon arbeiten 800 in der Gemeinde und 640 pendeln aus. Dafür kommen 1320 Menschen aus der Umgebung, um in Kaprun zu arbeiten (Stand 2011). Gemeinsam mit der Gemeinde Zell am See bildet Kaprun die Tourismusregion Zell am See-Kaprun, die mit 17.620 Betten und rund zweieinhalb Millionen Übernachtungen jährlich zu den bedeutendsten Tourismuszentren in Österreich zählt. Die Anzahl der Nächtigungen in Kaprun stieg von 700.000 im Jahr 2010 auf 1,15 Millionen im Jahr 2019. Im Kapruner Gletscherskigebiet Kitzsteinhorn (3203 m ü. A., Erstbesteigung 1828) ist ganzjährig (abgesehen von 4 Wochen Revisionsarbeiten im Jahr, üblicherweise im Spätsommer) Skilauf möglich, es wird durch die Seilbahnen der Gletscherbahn Kaprun erschlossen. Neben diesem Gletscherskigebiet verfügt Kaprun mit dem Maiskogel über ein weiteres Skigebiet. Die Verbindung beider Skigebiete durch eine Gondelseilbahn (3 K K-Onnection) wurde am 30. November 2019 eröffnet. | Die zur Anzeige dieser Grafik verwendete Erweiterung wurde dauerhaft deaktiviert. Wir arbeiten aktuell daran, diese und weitere betroffene Grafiken auf ein neues Format umzustellen. (Mehr dazu) |

### Elektrizität

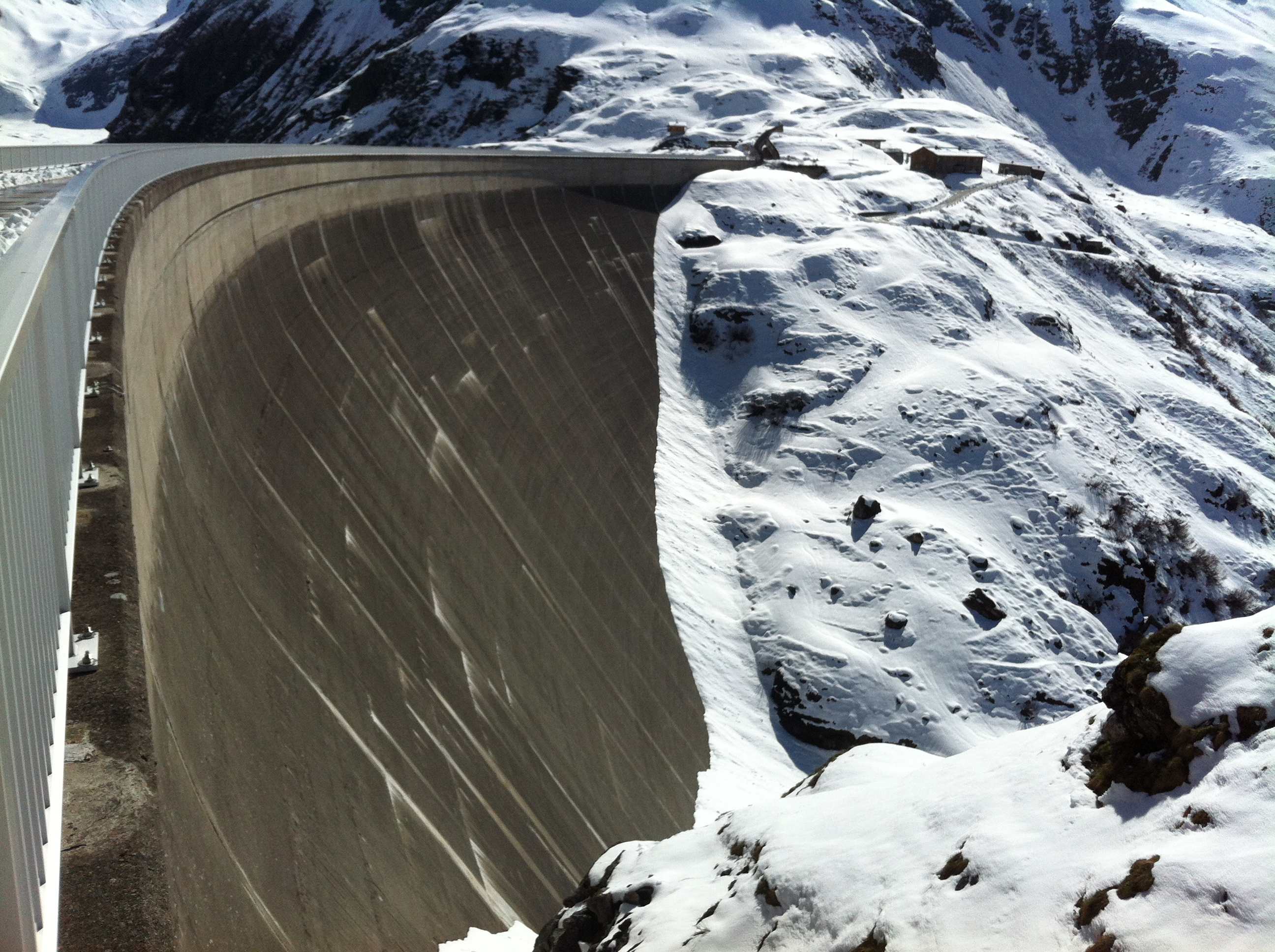
Talsperre Kaprun (2015)

Ein weiterer Wirtschaftsfaktor neben dem Tourismus ist die Elektrizitätserzeugung. Das Pumpspeicherkraftwerk Glockner-Kaprun (Baubeginn 1938, Fertigstellung 1955) ist ein wichtiges Element der Elektrizitätsversorgung in Österreich und wurde zu einem Sinnbild des österreichischen Wiederaufbaus in den Nachkriegsjahren. Nach Erweiterungsmaßnahmen (Pumpspeicherwerk Limberg II mit zwei Pumpturbinensätzen von jeweils 265 MVA, Fertigstellung 2011 – sämtliche Baumaßnahmen wurden unterirdisch ausgeführt) reicht die in Kaprun installierte Kraftwerksleistung aus, um 10 Prozent des österreichischen Strombedarfs zu Verbrauchsspitzen zu decken. Während der Sommermonate können die zwei Hochgebirgsstauseen (Mooserboden und Wasserfallboden), welche einen zentralen Teil des Kraftwerks bilden, auch von Touristen besucht werden.

### Therme
Nachdem im Bereich der Burg Kaprun bei Tiefbohrungen Heilwasser gefunden wurde, ist in Kaprun mit Baukosten von 83 Mio. € das Wellness- und Erlebnisbad Tauern Spa World mit insgesamt 2.100 m² Wasserfläche errichtet worden – die Eröffnung erfolgte am 2. Dezember 2010.

## Politik

### Gemeinderat
| Gemeinderatswahl 2024Wahlbeteiligung: 70,0 % 6050403020100 57,4 % (+7,9 %p)42,6 % (+1,6 %p)n. k. % (−5,4 %p)n. k. % (−4,1 %p) SPÖÖVPFPSFPÖ20192024 |

Die Gemeindevertretung hat insgesamt 19 Mitglieder.
- Mit den Gemeindevertretungs- und Bürgermeisterwahlen in Salzburg 2004 hatte die Gemeindevertretung folgende Verteilung: 11 SPÖ und 8 ÖVP.
- Mit den Gemeindevertretungs- und Bürgermeisterwahlen in Salzburg 2009 hatte die Gemeindevertretung folgende Verteilung: 11 SPÖ und 8 ÖVP.
- Mit den Gemeindevertretungs- und Bürgermeisterwahlen in Salzburg 2014 hatte die Gemeindevertretung folgende Verteilung: 9 SPÖ, 6 ÖVP, 2 FPÖ und 2 GRÜNE.
- Mit den Gemeindevertretungs- und Bürgermeisterwahlen in Salzburg 2019 hatte die Gemeindevertretung folgende Verteilung: 10 SPÖ, 8 ÖVP und 1 FPS.[15]
- Mit den Gemeindevertretungs- und Bürgermeisterwahlen in Salzburg 2024 hat die Gemeindevertretung folgende Verteilung: 11 SPÖ und 8 ÖVP.[16]

### Bürgermeister
- 1950–1961 Friedrich Nyvelt (SPÖ)[17]
- 1961–1969 Wilhelm Fazokas (SPÖ)[18]
- 1969–1975 Franz Hofer (SPÖ)[19]
- 1975–1988 Helmuth Biechl (SPÖ)[20]
- 1988–1998 Martin Pichler (SPÖ)[21]
- 1998–2013 Norbert Karlsböck (SPÖ)[22]
- 2013–2023 Manfred Gaßner (SPÖ)[23]
- seit 2023 Domenik David (SPÖ)[24]

### Wappen
Das Wappen der Gemeinde ist: „In Schwarz auf dreifachem goldenen Doppelblitz stehend ein rotbewehrter silberner Falke mit erhobenem rechten Fang.“

## Sonstiges
- 2001 wurde in Kaprun der in einer gleichgeschlechtlichen Partnerschaft lebende Markus Casna in den dortigen Pfarrgemeinderat gewählt. Casna, der auch Leiter des Kirchenchors ist, wurde 2012 zum dritten Mal gewählt.[26]
- Weltweite Bekanntheit erhielt der Ort nach dem Unglück der Kitzsteinhorner Gletscherbahn vom 11. November 2000, bei dem 155 Menschen ums Leben kamen.[27]
- Bekannt ist der Ort zudem durch die 13-teilige Fernsehserie Wolken über Kaprun aus den Jahren 1964–1966.

## Persönlichkeiten

### Söhne und Töchter der Gemeinde
- Anton Hetz (1830–1900), Tischlermeister, Krämer, Bergführer und Alpinist
- Anton Brugger (1911–1943), Mitglied der Reformadventisten, am 3. Februar 1943 wegen Kriegsdienstverweigerung im Zuchthaus Brandenburg an der Havel ermordet
- Gottfried Nindl (1948–2019), Politiker (ÖVP) und Gastwirt
- Rüdiger Lainer (* 1949), Architekt
- Erika Scharer (* 1952), Politikerin (SPÖ)

### Ehrenbürger
- Sigmund von Thun und Hohenstein (1827–1897), Landespräsident von Salzburg von 1872 bis 1897
- Simon Geisler (1868–1931), Politiker (CSP); setzte sich besonders für die Bauernschaft ein
- Wilhelm Fazokas (1917–1990), Tauernkraftwerke-Werksgruppenleiter und von 1961 bis 1969 Bürgermeister

### Personen mit Bezug zur Gemeinde
- Anton Thuswaldner (1929–2021), Bildhauer[28]; lebte ab 1955 in Kaprun
- Sepp Forcher (1930–2021), Radio- und Fernsehmoderator; lebte und arbeitete bis 1955 in Kaprun
- Martin Finnland (* 1982), Theaterregisseur und -macher; wuchs in Kaprun auf
- Lindsey Vonn (* 1984), US-amerikanische Skirennläuferin; lebte von 2009 bis 2011 in Kaprun
- AJ Ginnis (* 1994), griechisch-US-amerikanischer Skirennläufer; wuchs in Kaprun auf
- Matěj Švancer (* 2004), Freestyle-Skier tschechischer Herkunft; wuchs in Kaprun auf